# Robert Torricelli
Robert Guy Torricelli, född 27 augusti 1951 i Paterson, New Jersey, är en amerikansk demokratisk politiker. Han representerade delstaten New Jersey i båda kamrarna av USA:s kongress, först i representanthuset 1983-1997 och sedan i senaten 1997-2003. Han drog tillbaka sin kandidatur i senatsvalet 2002 på grund av en skandal. Han hade tagit emot kampanjbidrag och andra gåvor från David Chang, en korrumperad affärsman från Sydkorea.
Torricelli gick i skola i Storm High School i Cornwall-on-Hudson. Han avlade 1974 grundexamen och 1988 juristexamen vid Rutgers University. Han blev däremellan, år 1980, master vid Harvard University. Han var medarbetare åt New Jerseys guvernör Brendan Byrne 1975-1977 och medarbetare åt USA:s vicepresident Walter Mondale 1978-1980.
Torricelli besegrade sittande kongressledamoten Harold C. Hollenbeck i kongressvalet 1982. Han omvaldes sex gånger. Senator Bill Bradley kandiderade inte till omval i senatsvalet 1996. Torricelli vann valet och efterträdde Bradley som senator i januari 1997. Torricelli nominerades till omval i senatsvalet 2002 men efter att skandalen kring hans koppling till affärsmannen David Chang växte, bestämde han sig för att anförtro sina jurister att lämna in en anhållan till USA:s högsta domstol i syfte att få sitt namn struket från valsedeln. Torricelli ersattes som kandidat av tidigare senatorn Frank Lautenberg som också vann valet.